# IC 2840
IC 2840 ist eine Galaxie vom Hubble-Typ dE im Sternbild Löwe auf der Ekliptik. Sie ist schätzungsweise 456 Millionen Lichtjahre von der Milchstraße entfernt.
Das Objekt wurde am 27. März 1906 vom deutschen Astronomen Max Wolf entdeckt.